# Harvard Graduate School of Design
La Harvard Graduate School of Design (ou GSD) est une école supérieure privée intégrée à l'université Harvard, qui offre des programmes de master et doctorat en architecture, urbanisme, architecture du paysage, et design.

## Historique
En 1874, Charles Eliot Norton est le premier enseignant à introduire des études en architecture au programme d'Harvard. Les premiers cours dédiés à cette discipline n'ont pas lieu a l'université que jusqu'en 1894, mais, vingt ans après en 1914, la Faculté d'Architecture (Faculty of Architecture) est établie sous la direction de Herbert Langford Warren, offrant des programmes en architecture du paysage, planification urbaine et régionale.
Quelque temps plus tard, en 1936, le Graduate School of Design est établi pour regrouper les différentes disciplines de design et de favoriser ainsi la collaboration et les échanges entre elles.
Depuis 1935, l'institution décerne Wheelwright Prize (en).

### Historique des doyens
| Doyen                | Période       | Formation               |
| -------------------- | ------------- | ----------------------- |
| Joseph Hudnut        | 1936–1953     | Architecte              |
| Josep Lluís Sert     | 1953–1969     | Architecte et urbaniste |
| Maurice D. Kilbridge | 1969–1980     | Urbaniste               |
| Gerald M. McCue      | 1980–1992     | Architecte              |
| Peter G. Rowe        | 1992–2005     | Architecte              |
| Alan A. Altshuler    | 2005–2008     | Urbaniste               |
| Mohsen Mostafavi     | 2008–en cours | Architecte              |

## Anciens élèves
- Christopher Alexander
- Henry N. Cobb
- Claude Cormier[2]
- Teddy Cruz, prix de Rome américain
- Jack Dangermond
- Shaun Donovan
- Garrett Eckbo, paysagiste
- Frank Gehry, prix Pritzker
- Lawrence Halprin, paysagiste
- John Hejduk
- Ieoh Ming Pei, prix Pritzker
- Charles Jencks
- Philip Johnson prix Pritzker
- Lawrie E. Jordan, III fondateur de ERDAS, Inc.
- Dan Kiley, paysagiste
- Fumihiko Maki, prix Pritzker
- Thom Mayne, prix Pritzker
- Ian McHarg
- Michele Michahelles
- Roger Montgomery
- Michel Mossessian
- Farshid Moussavi
- Eliot Noyes
- Bruce Q. Rado, fondateur de ERDAS, Inc.
- Paul Rudolph
- Hideo Sasaki, paysagiste
- Harry Seidler
- Yoshio Taniguchi
- Bruno Zevi
- Peter Jacobs
- Kongjian Yu paysagiste, fondateur de Turenscape.

### Enseignants actuels
- Philippe Rahm
- Preston Scott Cohen
- Herzog & de Meuron, prix Pritzker
- Rem Koolhaas, prix Pritzker
- Rafael Moneo, prix Pritzker
- Farshid Moussavi
- Martha Schwartz, paysagiste
- John R Stilgoe, historien du paysage
- Michael Van Valkenburgh, paysagiste
- Mack Scogin